# Mannanchery
Mannanchery  es una ciudad censal situada en el distrito de Alappuzha en el estado de Kerala (India). Su población es de 32139 habitantes (2011). Se encuentra a 8 km de Alappuzha.

## Demografía
Según el censo de 2011 la población de Mannanchery era de 32139 habitantes, de los cuales 15599 eran hombres y 16540 eran mujeres. Mannanchery tiene una tasa media de alfabetización del 95,06%, superior a la media estatal del 94%: la alfabetización masculina es del 97,54%, y la alfabetización femenina del 92,74%.